# قائمة النساء المحاربات في التراث الشعبي

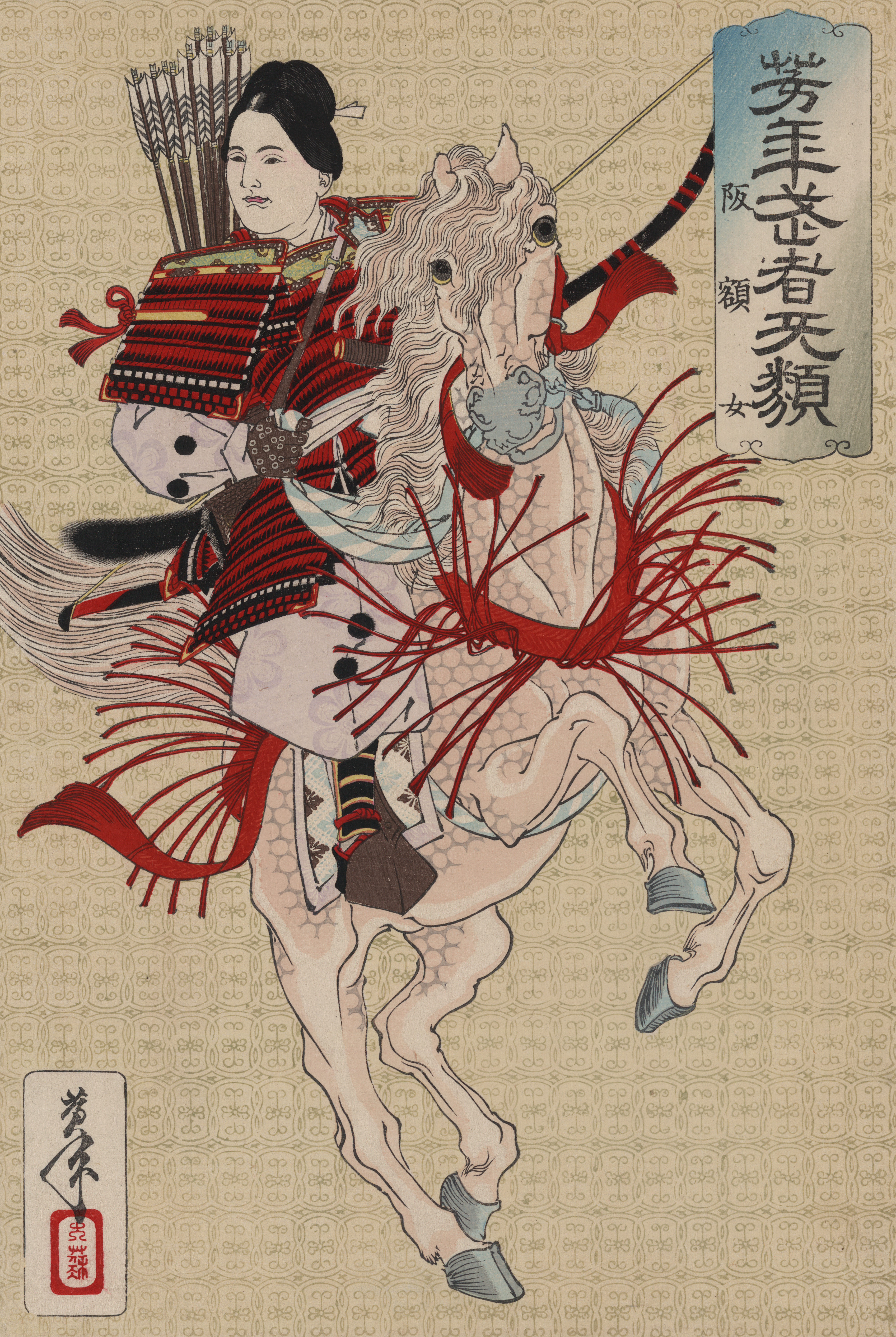
محاربة الساموراي هانغاكو غوزين.

هذه قائمة بالنساء اللاتي شاركن في حرب ما –واللاتي وُجدن في جميع الأساطير والفلكلور، ودُرسن في مجالات مثل الأدب وعلم الاجتماع وعلم النفس وعلم الإنسان والدراسات السينمائية والدراسات الثقافية ودراسات المرأة. لا تعني الشخصية الأسطورية دائمًا شخصية خيالية، إذ يمكن أن تعني بدلًا من ذلك قصص أحد الأشخاص التي دخلت التراث الثقافي لشعب معين. وُثقت بعض المحاربات في السجل المكتوب الذي شكّل جزءًا من التاريخ (على سبيل المثال، ملكة بريطونيون كلتيون القديمة بوديكا، التي قادت قبيلة إيسيني في معركتهم ضد الرومان). ومع ذلك، يجب أن تنتمي المرأة إلى نوع من الجيش -سواء كان ذلك معترفًا به، مثل جيش منظم، أو غير معترف به، مثل الثوار- لكي تعتبر المرأة المعنية محاربةً.

## أفريقيا

### أنغولا
- حاربت آنا دي سوزا وصدّت السيطرة البرتغالية على أنغولا الحالية لأكثر من ثلاثين عامًا في أوائل القرن السابع عشر.

### تاريخ بنين
- كانت أمازونات داهومي (أو نينونميتن، وتعني أمهاتنا في لغة الفون)، فوجًا عسكريًا من نساء الفون في داهومي، وهي مملكة أفريقية (من 1600 إلى 1894) تقع في منطقة جمهورية بنين الحالية. حصلن على تسميتهن من المراقبين والمؤرخين الغربيين بسبب تشابههم مع الأمازون شبه الأسطورية في الأناضول القديمة والبحر الأسود.

### تاريخ الأمازيغ
- كانت الكاهنة ديهيا إحدى القيادات الدينية والعسكرية البربرية في القرن السابع، جيث قادت المقاومة الأصلية للتوسع العربي في شمال غرب إفريقيا -المنطقة التي كانت تعرف آنذاك باسم النوميديا- والمعروفة باسم الجزائر اليوم. ولدت في أوائل القرن السابع وتوفيت في نهاية القرن السابع على الأرجح في الجزائر (المعروفة في العصر الحديث).

### بوركينا فاسو
- كانت ينينجا امرأة محاربة أسطورية ماهرة في الرمح والقوس، ويعتبرها شعب الموسي والدة إمبراطوريتهم.

### مصر القديمة
- نشأت الإلهة عنقت في الأناضول (آسيا الصغرى). عُرفت لاحقًا باسم نيث في مصر (التي طورت في ذلك الوقت جوانب من إلهة الحرب).
- كنت كليوباترا السابعة حاكمة مصر الهلنستية مع والدها (بطليموس الثاني عشر) وبعد ذلك مع إخوتها/ أزواجها بطليموس الثالث عشر وبطليموس الرابع عشر. كانت إيزيس آلهتها الراعية، وبالتالي خلال عهدها، اعتُقد أنها تجسيد لإلهة الحكمة.
- سخمت هي إلهة محاربة صوُرت على أنها لبؤة، وهي أعنف صياد عرفه المصريون.
- خاضت الفرعونة حتشبسوت عدة معارك خلال سنوات شبابها، على الرغم من أن حكمها كان هادئًا في المقام الأول.
- نفرتيتي، زوجة الفرعون أخناتون، صُورت في بعض الأحيان تضرب الأعداء بطريقة مشابهة للطريقة المعتادة للحاكم الذكر.
- اعتُقد أن إياح حتب، زوجة الملك سقنن رع تاعا الثاني كانت قائدة في الجيش في الوقت الذي كان فيه ابنها أحمس الأول مازال صغيرًا.

### أثيوبيا
- الملكة جوديت، ملكة شبه أسطورية وغير مسيحية، وهي ملكة بيتا إسرائيل (اشتهرت في عام 1960)، ألحقت الدمار بأكسوم وريفها، دمرت الكنائس والمعالم الأثرية، وحاولت إبادة أعضاء أسرة أكسوميت الحاكمة. تسجل أفعالها في التقليد الشفهي وتذكر بالتبعية في روايات تاريخية مختلفة.[1]

### غانا (لاحقًا الساحل الذهبي)
- كانت يا اسانتيوا الملكة الأم للأجيسو (إمبراطورية آشانتي) —الآن جزء من غانا الحديثة. قادت في عام 1900 تمرد أشانتي المعروف باسم حرب العرش الذهبي ضد الاستعمار البريطاني.

### تاريخ ممالك الهوسا
- الملكة أمينة سوكيرا (وتسمى أيضًا أميناتو)، أميرة مسلمة من العائلة المالكة لمملكة زازاو، فيما يُعرف الآن شمال شرق نيجيريا، والتي عاشت بين عامي 1533- 1610 تقريبًا. حققت إنجازاتها العسكرية ثروتها وكانت سبب قوتها العظيمة؛ كانت مسؤولة عن غزو العديد من المدن في المنطقة المحيطة بعرشها.
- سارونيا مانجو، رئيسة/ كاهنة مجموعة أزنا الفرعية للعازفة في الهوسا، الذين قاتلوا القوات الاستعمارية الفرنسية في بعثة فوليه-شانوين في معركة لوغو (في النيجر الحالية) في عام 1899. هي موضوع فيلم سارونيا (1986) المأخوذ عن رواية تحمل نفس الاسم للكاتب النيجيري عبد الله ماماني.[2]

### أساطير وتاريخ اليوروبا
- أويا هي نهر أوريشا نهر النيجر. إنها روح محارب الرياح والبرق والخصوبة والنار والسحر. ويعتقد أنها تخلق الأعاصير والزوابع، وتشغل منصب الوصي على العالم السفلي. كانت أويا التاريخية أميرة لعشيرة أويو كزميلة لشانغو، ملكها الحاكم؛ وذلك قبل تأليهها بعد الوفاة. غالبًا ما تُصور بلطخات تشبه بقع الفهد، وإما أن تكون البقع دهان حرب أو مجرد خدعة طقسية، إذ يتم ذلك لأغراض الدعاية، حيث يشتهر الفهد في الفلكلور اليوروبيّ بمكره.
- كانت السيدة تينوبو أرستقراطية قوية في نيجيريا المستعمرة. كأول إيالود في إجبالاند، قاتلت مع كتيبتها الخاصة ضد الداهوميين أثناء غزوهم لأبيوكوتا في خمسينيات وستينيات القرن التاسع عشر.

### تاريخ النوبة/كوش (سوداني)
- كانت كنداكة ميروي الأسطورية (وهو لقب، إذ لم يُعرف اسمها قطّ) ملكة محاربة في قصة ألكساندر رومانس التي تسببت في انسحاب ألكساندر الكبير عندما شاهد الجيش الذي جمعته. ومع ذلك، قد تُصنف قصتها بأنها غير تاريخية لأن أليكسندر لم يصل إلى السودان مطلقًا.
- كانت أماني ريناس حاملة تاريخية للقب كانديس، وقاتلت الرومان بعد غزوهم لمصر.

## الشرق الأدنى

### المنطقة العربية ما قبل الإسلام
- الملكة ماوية، زعيمة اتحاد تنوخ.
- زنوبيا، ملكة تدمر.

### الخلفاء الراشدون
- كانت خولة بنت الأزور ابنة أحد زعماء قبيلة بني أسد، وقد اعتنقت أسرتها الإسلام في أيامها الأولى. يذكر التاريخ المسجل في تلك الحقبة مراراً وتكراراً نجاحات خولة في المعارك التي دارت في سوريا ولبنان والأردن وفلسطين. في أحد الأمثلة، قاتلت خولة في زي رجل من أجل إنقاذ شقيقها ديرار بعد أن أسره الرومان. خسر الرومان في نهاية المطاف المعركة وهربوا. أُعجب قائد الجيش المسلم جدًا بشجاعتها بعد كشف هويتها، وسمح لها بقيادة الهجوم على الرومان الفارين؛ هُزم الرومان وأطلق سراح جميع السجناء. في معركة أخرى في أجنادين، حُطم رمح خولة، وقُتل فرسها، ووجدت نفسها سجينة. لكنها فوجئت عندما علمت بهجوم الرومان على معسكر النساء وأسرهم للعديد منهن. أعطى زعيمهم السجناء لقادته، وأمر بنقل خولة إلى خيمته. كانت غاضبة، وقررت أن الموت أكثر شرفًا من العيش في العار. وقفت بين النساء الأخريات، ودعتهن للقتال من أجل حريتهن وشرفهن أو موتهن.  أخذت النساء أعمدة الخيام والأوتاد وهاجموا الحرس الروماني، وحافظن على تشكيل دائرة ضيقة بأجسادهنّ، كما أخبرتهنّ خولة. قادت خولة الهجوم، فقتلت الحارس الأول بواسطة الدعامة التي حملتها، وتبعتها النساء الأخريات. ووفقًا للوكيدي، فقد قُتل حينها 30 جنديًا رومانيًا، قُتل خمسة منهم على يد خولة نفسها، بما في ذلك الجندي الذي أراد اغتصابها. كانت امرأة سمراء، طويل القامة، نحيفة وجميلة، وكانت أيضًا شاعرة مميزة.

- نسيبة بنت كعب، والمعروفة أيضًا باسم أم عمارة (والدة عمارة)، هي امرأة عبرية من قبيلة بني نجار، اعتنقت الإسلام في وقت مبكر. كانت نسيبة تشارك في المعارك مثل النساء الأخريات، وكانت مهمتها جلب المياه للجنود، ونقل الجرحى في الوقت الذي يقاتل فيه زوجها وابنها إلى جانب المسلمين. لكن بعد أن خالف الرماة المسلمون أوامرهم وبدأوا يهجرون أرضهم العالية معتقدين أن النصر في متناول اليد، تغير وضع المعركة، وبدا أن الهزيمة باتت وشيكة؛ وعندما حدث هذا، دخلت نسيبة المعركة حاملةً سيفًا ودرعًا. حمت محمد من سهام العدو، وأصيبت بجروح عدة أثناء القتال. وقد أثنى محمد بشدة على شجاعتها وبطولتها. أصيب ابنها وقطعت ساق المعتدي خلال هذه المعركة.

### الأساطير الفارسية وتاريخ إيران / التاريخ الفارسي
- كردافريد هي إحدى بطلات الشحانة. كانت بطلة قاتلت ضد سهراب (بطل إيراني آخر، وقائد الجيش التوراني) وأخرت القوات التورانية التي كانت تسير نحو بلاد فارس.
- تعتبر بانوكشسب نامة بطلة مهمة في الأساطير الفارسية.[3] وهي ابنة رستم وزوجة البطل جيف (ملحمة الشاهنامه).

### أساطير بلاد ما بين النهرين
- تُعتبر عشتار النظيرة الآشورية والبابلية لإنانا السومرية والإلهة الفينيقية استارتي. كل من إنانا، وأسترمين وإستير أسماء بديلة لعشتار. عشتار هي إلهة الخصوبة والحب الجنسي والحرب. في البانتيون البابلي، كانت «التجسيد الإلهي لكوكب الزهرة».[4]
- سميراميس، الإمبراطورة الأسطورية التي اشتهرت في البداية لشجاعتها في المعركة وتوسيعها لإمبراطوريتها إلى حد كبير.[5]

### العهد القديم
- ديبورا، نبيّة مذكورة في كتاب القضاة، كانت شاعرةً، وأصدرت أحكامها تحت شجرة نخيل بين رامه وبيت إيل في أرض بنيامين. بعد فوزها على سيسرا والجيش الكنعاني، استمر السلام في الأرض لمدة أربعين عامًا.

### الأساطير الفينيقية
- عشتروت الفينيقة؛ هي النظيرة الفينيقية للإلهة السومرية إنانا والإلهة البابلية المشهورة عشتار وكذلك أفروديت اليونانية. إنها إلهة الخصوبة والحب الجنسي والحرب. تُذكر عشتورث في الكتاب المقدس العبري كإلهة أجنبية غير يهودية، إذ أنها الإلهة الرئيسية في موطن الفينيقيين -لبنان المعاصر-  وتمثل القوة الإنتاجية للطبيعة. كتب هيرودوت أن المجتمع الديني لأفروديت نشأ في فينيقيا (لبنان الحديث) نُقل إلى الإغريق من هناك. كما كتب عن أكبر معبد في العالم لأفروديت، في إحدى المدن الفينيقية.
- تانيت، إلهة قمرية فينيقية، تُعبد كإلهة راعية في قرطاج. كشف ضريحها المحفور في ساريبتا في جنوب فينيسيا (قرطاج) عن نقش عُرف للمرة الأولى في وطنها (فينيسيا بلاد الشام) ورُبط بشكل سليم بالإلهة الفينيقية أستارت/ أشتارت.

يعني اسمها في المصرية أرض نيث، حيث تُعتبر نيث إلهة للحرب. ماتزال تُكرم تانيت في شمال إفريقيا تحت الاسم اللاتيني لها «جونو كايليستيس» لتعريفها بالإلهة الرومانية جونو، على الرغم من مرور فترة طويلة منذ سقوط قرطاج.
تشير فيبرغ-هانسن (الأستاذة الدنماركية في علم فقه/ الفلسفة السامية)، إلى تصوير تانيت في بعض الأحيان برأس أسد، لإظهار براعتها كمحاربة. في الأزمنة الحديثة، يُستخدم اسم «تانيت» مع تهجئته «تانيث»، كاسم نسائي، لكل من الأشخاص الحقيقين، وفي كثير من الأحيان، في القصص السحرية.

### أفغانستان
- ملالي مايواند
- ملالي مايواند هي بطلة شعبية وطنية من أفغانستان، حشدت مقاتلي الباشتون المحليين ضد القوات البريطانية في معركة مايواند في عام 1880.